# Katsuo Takaishi
Katsuo Takaishi (n. 14 octombrie 1906, Osaka, Japonia – d. 13 aprilie 1966) a fost un înotător ce a reprezentat Japonia, medaliat olimpic. A participat la 2 ediții ale Jocurilor Olimpice (1924, 1928) în care a câștigat o medalie de argint și o medalie de bronz.